# فرانتس یوزف اشتراوس
فرانتس یوزف اشتراوس (انگلیسی: Franz Josef Strauss؛ ۶ سپتامبر ۱۹۱۵ – ۳ اکتبر ۱۹۸۸) یک سیاست‌مدار اهل آلمان بود.